# East Gonja Municipal District
Der Central Gonja District ist ein Distrikt der Savannah Region im Norden Ghanas und befindet sich in deren südöstlichem Teil.

## Bevölkerung
Namensgebend für den Distrikt ist das Volk der Gonja. 34,9 % der Bevölkerung hängen dem Islam an, 36,4 % dem Christentum und 21,3 % der Bevölkerung verehren traditionelle Gottheiten.

## Klima
Die Durchschnittstemperatur im East Gonja District beträgt 35 °C, die höchsten Temperaturen um etwa 40 °C werden März/April erreicht, die niedrigsten zwischen November und Januar mit durchschnittlich 22 °C. Die relativ niedrigen Temperaturen November – Januar sind auf den Einfluss des Harmattan zurückzuführen.

## Ortschaften im Distrikt
- Kpandai
- Kitare
- Buya
- Gulubi Quarters
- Bladjai
- Katiejeli
- Kpalibe
- Kpembe
- Sabon-Gida
- Old Makango
- Ekumudi
- Kijau Bator
- Loloto
- Kafaba No. 2
- Nkanchina No. 2
- Bankamba
- Kabonwule
- Lonto
- Wae